# Neoheglizm
Neoheglizm – różne nurty recepcji filozofii G.W.F. Hegla od połowy wieku XIX do początków wieku XX. O ile w przypadku filozofii niemieckiej, neoheglizm był drugą falą zainteresowań Heglem, co uprawniało używanie przedrostka "neo", o tyle w innych krajach miała miejsce pierwsza recepcja jego filozofii. Neoheglizm rozpada się na następujące odmiany:
- Angloheglizm, nastawiony na metafizykę - F.H. Bradley, J. McTaggart.
- Neoheglizm niemiecki, nakierowany na zagadnienia kultury i wartości - K. Fischer, W. Dilthey, H. Glockner, R. Kroner.
- Neoheglizm włoski, zainteresowany zagadnieniami kultury - B. Croce, G. Gentile
- Neoheglizm francuski, ukierunkowany antropologicznie - J. Hyppolite, A. Kojève.

Krytykę neoheglizmu przeprowadziło kilku filozofów analitycznych już w początkach istnienia tego kierunku filozoficznego - np. G.E.Moore w artykule The Refutation of Idealism (1903).